# Lavočkin La-250
Lavočkin La-250 „Anakonda“ byl sovětský dálkový stíhací letoun pro každé počasí s deltakřídlem. První prototyp stroje vzlétl 16. června 1956. Letoun byl úspěšně zalétán, postupně vznikly čtyři prototypy, ovšem ze sériové výroby bylo upuštěno. Jako perspektivnější se ukázal letoun Tupolev Tu-128. La-250 je poslední dokončenou konstrukcí S. A. Lavočkina.

## Specifikace

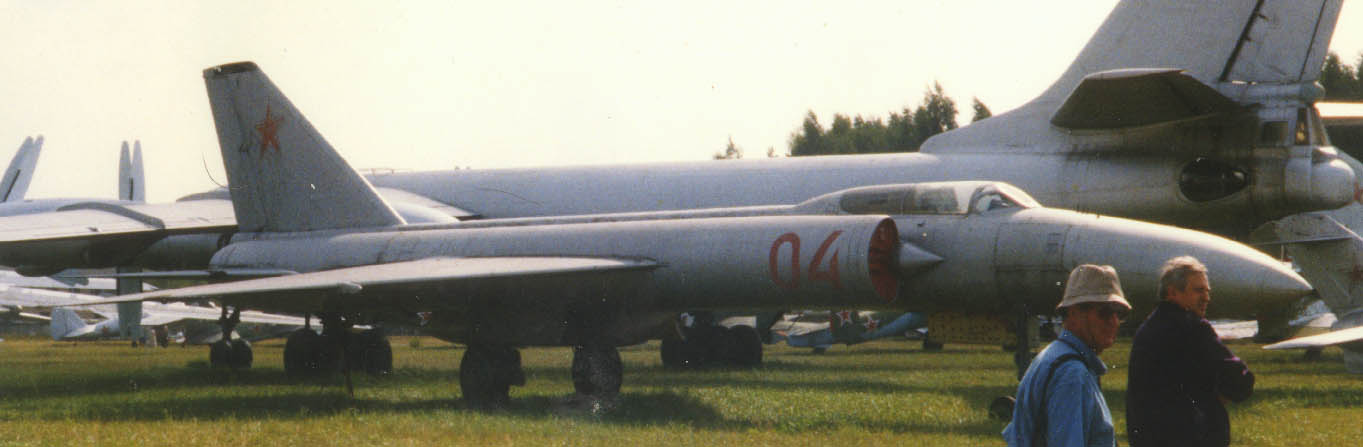
La-250 v centrálním leteckém muzeu v Moninu nedaleko Moskvy.

### Technické údaje
- Osádka: 2
- Rozpětí: 13,9 m
- Délka: 25,6 m
- Nosná plocha: 80 m²
- Hmotnost prázdného stroje: 15 000 kg
- Hmotnost vzletová: 26 000 kg
- Pohonná jednotka: 2 × proudový motor Ljulka AL-7F o tahu 9000 kg

### Výkony
- Rychlost: 2000 km/h
- Dostup: 18 000 m
- Dolet: 2000 km

### Výzbroj
- stroje létaly bez výzbroje, plánovány 2 rakety vzduch-vzduch, nebo vzduch-země